# Pięć Dwa
Pięć Dwa – polski duet wykonujący szeroko rozumianą muzykę hip-hopową powstały w 1999 roku w Poznaniu, tworzą go raperzy-producenci Przemysław „Hans” Frencel oraz Paweł „Deep” Paczkowski. Na bazie grupy funkcjonuje również nieregularnie projekt solowy Hansa 52 Dębiec powstały w momencie tymczasowego odejścia Deepa ze składu.

## Historia
Grupa powstała w Poznaniu w 1999 roku z inicjatywy Przemysława „Hansa” Frencla przy współpracy z Pawłem „Deepem” Paczkowskim. Rok później ukazał się debiutancki nielegal formacji zatytułowany Najwyższa instancja. Materiał został wydany na kasecie magnetofonowej w nakładzie pięćdziesięciu egzemplarzy, którego większość została rozdysponowana wśród przyjaciół raperów. Również w 2000 roku duet zaangażował się w prace nad produkcję solowego debiutu Owala/Emcedwa pt. Epizod 1: Samo życie. Efektem były dwie piosenki „Oczy złego” i „Wciąż robi coś nowego”. W 2001 roku na kompilacji Robię swoje 2, wydanej przez Camey Studio znalazł się utwór „Oczy złego”. Zespół gościł także na płycie Ascetoholix – A oraz głośnej produkcji Slums Attack – Na legalu?.
W 2002 w wyniku nieporozumień zespół opuścił Deep, porzucając działalność na dwa lata. Tego samego roku Hans gościł na płycie Owala Epizod II Rapnastyk. 15 września 2003 roku nakładem wytwórni muzycznej UMC Records ukazał się album 52 Dębiec pt. P-ń VI. Wśród gości na płycie znaleźli się m.in.: Ski Skład, Ascetoholix oraz Wiśniowy. Produkcji nagrań podjęli się sam Hans jako SPM, DJ Decks oraz Doniu. Płyta dotarła do 46. miejsca listy OLiS. W ramach promocji zostały zrealizowane teledyski do utworów „Pięć dwa i GP”, „Kto?”, „Konfrontacje”, „Pies”, „Zawodnik(t)” oraz „To my!”. Prawdopodobnie największą popularnością w kraju cieszył się ostatni z nich, emitowany m.in. przez stacje telewizyjne Polsat 2 i VIVA Polska.

Wiosną 2004 roku Deep wydał nielegal We mnie, nagrany w przeciągu trzech miesięcy w domowych warunkach. W 2005 roku Pięć Dwa Dębiec u boku takich wykonawców jak Greenjolly, Ascetoholix, Duże Pe, Mezo oraz Owal/Emcedwa, wziął udział w nagraniach składanki Jest nas wielu. Materiał powstał w wyniku pomarańczowej rewolucji na Ukrainie. Na płycie, poza utworem tytułowym znalazł się m.in. hymn tegoż wydarzenia „Razom nas bahato, nas ne podołaty”. Pochodzący z kompilacji utwór tytułowy zyskał pewną popularność w Polsce. Kompozycja, promowana również teledyskiem, dotarła do 16. i 4. miejsca, odpowiednio Szczecińskiej Listy Przebojów i Listy Przebojów Polskiego Radia Pomorza i Kujaw. 1 stycznia 2006 Hans został nowym dyrektorem artystycznym UMC Records, jednakże po roku zrezygnował ze stanowiska. Firma została wkrótce potem przekształcona w My Music. W tym czasie doprowadził do wydania płyty Deepa i Bobika zatytułowanej Refleksje. W międzyczasie Frencel gościł na jedynym albumie solowym Wiśniowego pt. Bez cięcia.

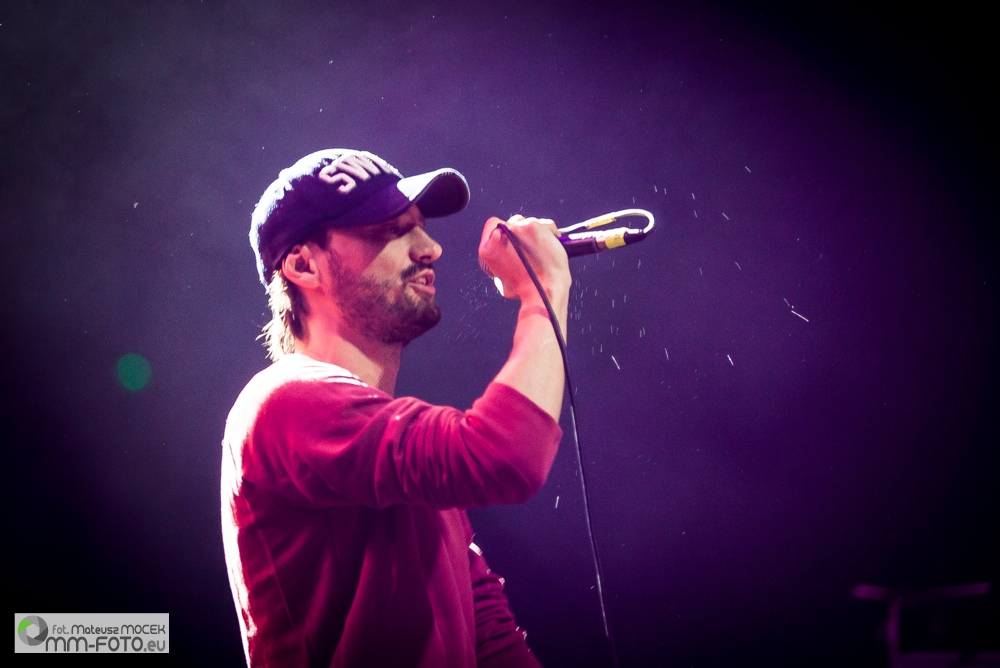
Deep, 2014

W czerwcu 2007 roku zespół, grający w składzie założycielskim poinformował, o zbliżającym się końcu prac nad wspólnym albumem. Płyta pt. Deep Hans w formie digital download ukazała się ostatecznie 6 lutego 2008 roku. Wydawnictwo zostało udostępnione bezpłatnie lub też za dobrowolnie określoną przez nabywcę kwotę. Materiał był promowany teledyskami do utworów „Gniew” i „Matnia”. 2 czerwca do sprzedaży trafiło 520 specjalnych, ręcznie numerowanych egzemplarzy tejże płyty (numer 52. został przekazany na aukcję charytatywną). Dochody ze sprzedaży pozostałych egzemplarzy, w tym wersji cyfrowej, zostały przeznaczone na realizację następnego albumu studyjnego.
Pod koniec 2008 roku nakładem My Music do sprzedaży trafiła kompilacja nagrań Pięć Dwa Dębiec zatytułowana P-ń X.
Czwarty album zespołu zatytułowany T.R.I.P. początkowo miał zostać wydany w maju 2009 roku, jednakże 20 kwietnia, okradziono studio „Myself” w którym materiał zostały nagrany. Razem ze sprzętem skradziono tzw. „taśmę matkę”. Kompozycje zostały odtworzone i album ukazał się ostatecznie 30 października 2009 roku. Na wydawnictwie znalazły się piosenki utrzymane w większości w stylistyce trip-hopowej, a wyprodukowane przez Deepa, Bobika i Zovę. Z kolei wśród gości na płycie znaleźli się m.in. gitarzysta Krzysztof Wójtowicz oraz zespół Krzysztof Powalisz Swing Combo. W ramach promocji zostały zrealizowane teledyski do utworów „Spadłem” i „Gdzie ty jesteś?”, odpowiednio w reżyserii Gregory’ego Petitqueuxa i Tomasza Jarosza.
19 kwietnia 2011 roku ukazał się debiut solowy Hansa pt. 8. Wcześniej raper dołączył do zespołu rockowego Luxtorpeda.
17 czerwca 2014 roku, po pięciu latach przerwy, ukazał się nowy album pt. „N.E.O.”. Płyta dotarła do 6. miejsca listy OLiS. Na następny album grupa również kazała fanom czekać dość długo. 7 września 2018 roku, po raz kolejny nakładem wytwórni My Music ukazał się album pt. „Czyste szumienie”. Zebrał bardzo dobre recenzje i uplasował się na najwyższym jak do tej pory – 3. miejscu listy OLiS. Album był promowany trasą „Lutujemy Rap Tour”. 26 czerwca 2020 roku ukazał się szósty studyjny album grupy pt. „TÖLGY FÖLD” (tł. „Ziemia Dębu”). Był to pierwszy od czasu „Deep Hans” album wydany własnym nakładem.

## Dyskografia
Albumy
| Tytuł                              | Dane dot. albumu                                              | Pozycja na liście | Sprzedaż        | Uwagi                                                                                              |
| Tytuł                              | Dane dot. albumu                                              | POL               | Sprzedaż        | Uwagi                                                                                              |
| ---------------------------------- | ------------------------------------------------------------- | ----------------- | --------------- | -------------------------------------------------------------------------------------------------- |
| Najwyższa instancja                | - Data: 2000 - Wydawca: brak                                  | –                 | - POL: 50 szt.  | Pięć Dwa debiutancki nielegal                                                                      |
| P-ń VI                             | - Data: 11 września 2003 - Wydawca: UMC Records               | 30                | - POL: 12 tys.+ | 52 Dębiec debiutancki album studyjny                                                               |
| Deep Hans                          | - Data: 6 lutego 2008 - Wydawca: brak                         | –                 | - POL: 520 szt. | Pięć Dwa nielegal                                                                                  |
| P-ń X                              | - Data: 21 listopada 2008 - Wydawca: My Music                 | –                 |                 | 52 Dębiec kompilacja zawiera materiał Pięć Dwa, solowy Hansa i Deepa oraz ich projektów pobocznych |
| T.R.I.P.                           | - Data: 30 października 2009 - Wydawca: My Music              | 48                |                 | Pięć Dwa debiutancki album studyjny                                                                |
| N.E.O.                             | - Data: 17 czerwca 2014 - Wydawca: My Music                   | 6                 |                 | Pięć Dwa album studyjny                                                                            |
| Czyste szumienie                   | - Data: 7 września 2018 - Wydawca: My Music                   | 3                 |                 | Pięć Dwa album studyjny                                                                            |
| Tölgy Föld                         | - Data: 26 czerwca 2020 - Wydawca: Trip Records/My Music      | 4                 |                 | Pięć Dwa album studyjny                                                                            |
| 0323                               | - Data: 3 listopada 2023 - Wydawca: Trip Records/My Music     | 9                 |                 | 52 Dębiec album studyjny                                                                           |
| XX Lecie – Live in Poznań 06.10.23 | - Data: 17 stycznia 2024 - Wydawca: Trip Records/My Music     | 60                |                 | 52 Dębiec/Pięć Dwa album koncertowy                                                                |
| Wilki z Rapstreet                  | - Data: 18 października 2024 - Wydawca: Trip Records/My Music | 5                 |                 | 52 Dębiec album studyjny                                                                           |
| ADHD (Część I: AMALGAMAT)          | - Data: 7 lipca 2025 - Wydawca: Trip Records                  |                   |                 | Pięć Dwa album studyjny                                                                            |

Notowane utwory
| „Konfrontacje”                                        | 2003 | 16 | –  | – | P-ń VI         |
| „To my!” (gościnnie: Ascetoholix)                     | 2004 | 10 | 28 | – | P-ń VI         |
| „Powiem”                                              | 2004 | 30 | –  | – | Jest nas wielu |
| Greenjolly, Pięć Dwa Dębiec i inni – „Jest nas wielu” | 2005 | 16 | 4  | 7 | Jest nas wielu |
| Doniu – „Uciekaj” (gościnnie: 52 Dębiec)              | 2005 | 26 | 21 | – | Monologimuzyka |
| „–” utwór nie był notowany.                           |      |    |    |   |                |

Inne
| Album                                           | Rok  | Utwór | Źródło |
| ----------------------------------------------- | ---- | --- | ------ |
| Owal/Emcedwa – Epizod 1: Samo życie             | 2000 | „Oczy złego” (gościnnie: Pięć Dwa) „Wciąż robi coś nowego” (gościnnie: Pięć Dwa) | [ 21 ] |
| Ascetoholix – A                                 | 2001 | „Grunt” (gościnnie: 52 Dębiec) | [ 22 ] |
| Robię swoje 2 (kompilacja)                      | 2001 | Owal/Emcedwa, 52 Dębiec – „Oczy złego” | [ 23 ] |
| Slums Attack – Na legalu?                       | 2001 | „I moje miasto złą sławą owiane...” (gościnnie: Lutawhuiklik, Ascetoholix, Owal/Emcedwa, Mezo, 52 Dębiec) | [ 24 ] |
| Owal/Emcedwa – Epizod II Rapnastyk              | 2002 | „Przepraszam” (gościnnie: 52 Dębiec) | [ 25 ] |
| Zwiastun prawdy vol.1 (kompilacja)              | 2003 | GP, 52 Dębiec – „52 i GP (tak to już jest)” | [ 26 ] |
| VIVA Hip Hop vol.3 (kompilacja)                 | 2003 | 52 Dębiec – „Konfrontacje” | [ 27 ] |
| Ascetoholix – Apogeum                           | 2003 | „(Ś)wiadomości” (gościnnie: 52 Dębiec) | [ 28 ] |
| Liber – Bógmacher                               | 2004 | „Puls” (gościnnie: Kris, 52 Dębiec, Born, Agata) | [ 29 ] |
| Bravo – złota płyta polski hip hop (kompilacja) | 2004 | 52 Dębiec – „Konfrontacje” | [ 30 ] |
| Hiphopstacja (kompilacja)                       | 2004 | 52 Dębiec – „Pies” | [ 31 ] |
| Hiphopstacja 2 (kompilacja)                     | 2004 | 52 Dębiec – „To my!” | [ 32 ] |
| ESKA squad 2 (kompilacja)                       | 2004 | 52 Dębiec, Doniu – „To my!” (Radio Version) | [ 33 ] |
| Rap eskadra (kompilacja)                        | 2004 | 52 Dębiec – „Powiem” 52 Dębiec, Ascetoholix – „To my!” 52 Dębiec, Ski Skład – „Kto” 52 Dębiec – „Konfrontacje” 52 Dębiec – „Pies” Owal/Emcedwa, Pięć Dwa – „Przepraszam” | [ 34 ] |
| Doniu – Monologimuzyka                          | 2004 | „Uciekaj” (gościnnie: 52 Dębiec) | [ 35 ] |
| Sekcja V – Eksperymenty dźwięku                 | 2004 | „Rap nie umarł” (gościnnie: 52 Dębiec) | [ 36 ] |
| Jest nas wielu (kompilacja)                     | 2005 | Greenjolly, Ascetoholix, Duże Pe, Mezo, Owal/Emcedwa, 52 Dębiec – „Jest nas wielu” 52 Dębiec – „Powiem” Greenjolly, Ascetoholix, Duże Pe, Mezo, Owal/Emcedwa, 52 Dębiec – „Jest nas wielu” (Tabb RMX) Greenjolly, Ascetoholix, Duże Pe, Mezo, Owal/Emcedwa, 52 Dębiec – „Jest nas wielu” (DJ Story RMX) Greenjolly, Ascetoholix, Duże Pe, Mezo, Owal/Emcedwa, 52 Dębiec – „Jest nas wielu” (DJ Spox RMX) | [ 37 ] |
| Rap eskadra 2 (kompilacja)                      | 2005 | 52 Dębiec – „Siła” (Remix Doniu) Ascetoholix, 52 Dębiec – „(Ś)Wiadomość” | [ 38 ] |
| ESKA squad 3 (kompilacja)                       | 2005 | Doniu, 52 Dębiec – „Uciekaj” | [ 39 ] |
| Rap eskadra 3 (kompilacja)                      | 2005 | Doniu, 52 Dębiec – „Uciekaj” | [ 40 ] |
| Wiśnix – Bez cięcia                             | 2006 | „Kac” (gościnnie: Tehac Wudu, 52 Dębiec) | [ 41 ] |
| Slums Attack – Fturując                         | 2006 | „Kto” (gościnnie: 52 Dębiec, Wiśnix) | [ 42 ] |
| Kris – Dar                                      | 2008 | „Barykady i granice” (gościnnie: 52 Dębiec) | [ 43 ] |
| Hip-Hop.pl składanka 2008 (kompilacja)          | 2008 | 52 Dębiec – „Gniew” | [ 44 ] |

## Teledyski
| Utwór                                                                              | Rok  | Reżyseria             | Album          | Źródło |
| ---------------------------------------------------------------------------------- | ---- | --------------------- | -------------- | ------ |
| „Pięć dwa i GP”                                                                    | 2003 | Punkt Zero            | P-ń VI         | [ 45 ] |
| „Kto?” (gościnnie: Ski Skład)                                                      | 2003 | Punkt Zero            | P-ń VI         | [ 45 ] |
| „Konfrontacje”                                                                     | 2003 | Ryba Film             | P-ń VI         | [ 45 ] |
| „Pies”                                                                             | 2003 | Mikołaj Kubicz        | P-ń VI         | [ 45 ] |
| „To my!” (gościnnie: Ascetoholix)                                                  | 2004 | Stanisław Mąderek     | P-ń VI         | [ 46 ] |
| „Zawodnik(t)”                                                                      | 2004 | Punkt Zero            | P-ń VI         | [ 47 ] |
| „Kryszmas alkoholis”                                                               | 2005 | Punkt Zero            | –              | [ 45 ] |
| „Gniew”                                                                            | 2008 | Final Art             | Deep Hans      | [ 48 ] |
| „Matnia”                                                                           | 2008 | Tomasz Jarosz         | Deep Hans      | [ 49 ] |
| „Rise Up!” (gościnnie: The Old Cinema)                                             | 2008 | Tomasz Jarosz         | P-ń X          | [ 50 ] |
| „Spadłem”                                                                          | 2009 | Gregory Petitqueux    | T.R.I.P.       | [ 51 ] |
| „Gdzie ty jesteś?”                                                                 | 2010 | Tomasz Jarosz         | T.R.I.P.       | [ 52 ] |
| „Ersatz”                                                                           | 2014 | Tomasz Jarosz         | N.E.O.         | [ 53 ] |
| Gościnnie                                                                          |      |                       |                |        |
| Ascetoholix – „Grunt” (gościnnie: 52 Dębiec)                                       | 2001 | Tomasz Zetti Zasowski | A              | [ 49 ] |
| Doniu – „Uciekaj” (gościnnie: 52 Dębiec)                                           | 2004 | Tomasz Jarosz         | Monologimuzyka | [ 49 ] |
| Inne                                                                               |      |                       |                |        |
| „Powiem”                                                                           | 2004 | Stanisław Mąderek     | Jest nas wielu | [ 54 ] |
| Greenjolly, Ascetoholix, Duże Pe, Mezo, Owal/Emcedwa, 52 Dębiec – „Jest nas wielu” | 2005 | Tomasz Jarosz         | Jest nas wielu | [ 49 ] |

## Nagrody i wyróżnienia
| Rok  | Nagroda      | Kategoria     | Tytułem  | Nota      | Źródło |
| ---- | ------------ | ------------- | -------- | --------- | ------ |
| 2010 | Superjedynki | Płyta hip-hop | T.R.I.P. | Nominacja | [ 55 ] |